# Maculileiopus
Maculileiopus es un género de escarabajos longicornios de la tribu Acanthocinini.

## Especies
- Maculileiopus kalshoveni Breuning, 1957
- Maculileiopus maculipennis Breuning, 1958